# 吉岡睦雄
吉岡 睦雄（よしおか むつお、1976年7月11日 - ）は、日本の俳優。広島県出身。Andmoを経て、ブレス・チャベス事業部に所属。

## 来歴
中央大学文学部中退。その後、女優・演出家の前川麻子に師事、俳優の道へ進む。一般映画の主演経験があり、映画・演劇・テレビドラマと広域に活動。
2024、『第74回ベルリン国際映画祭』黒沢清監督の『Chime』で主演。高校時代は8㎜カメラで映画を撮っており映画監督志望であった。

## 出演
（）は、公開日・監督名の順にて記述。

### 映画
2001年
- 殺し屋1（12月22日、三池崇史監督）

2002年
- 異形ノ恋（8月24日、堀井彩監督）

2003年
- 月下の獣宴 - ジュン

2004年
- 盲獣vs一寸法師（3月13日、石井輝男監督）
- 情無用の刑事まつり「刑事ローグ」
- 濃厚不倫 とられた女（看護師）

2005年
- かえるのうた（6月5日、いまおかしんじ監督）
- 花井さちこの華麗な生涯
- 鵜野（前田弘二監督）
- たまもの（いまおかしんじ監督）
- ちえみちゃんとこっくんぱっちょ（横浜聡子監督）

2006年
- たまもの（いまおかしんじ監督） - 良男
- おじさん天国（いまおかしんじ監督）
- 聴かれた女（山本政志監督）
- 古奈子は男選びが悪い（前田弘二監督）
- ひかりのくに（児玉和土監督）

2007年
- ゆーのーみー - 主演

2008年
- 放送禁止 劇場版「密着68日 復讐執行人」（9月6日、長江俊和監督） - 主演
- くりいむレモン旅のおわり（前田弘二監督）
- さよなら、ジョージ・アダムスキー　ndjc2007　（児玉和土監督）
- 恍惚 若い肌の火照り（堀禎一監督）
  - ※別タイトル：「したがるかあさん 若い肌の火照り」「恍惚 KOKOTSU」「東京のバスガール」

2009年
- へばの（1月31日、木村文洋監督）
- こんなに暗い夜（小出豊監督） - 主演
- 嘘つき女の空けない夜明け　ndjc2008（熊谷まどか監督）

2010年
- 奴隷船（金田敬監督）
- おとこのこ　ndjc2010（松永大司監督）
- 死刑台のエレベーター（10月9日、緒方明監督）
- 愛するとき、愛されるとき（10月9日、瀬々敬久監督）
- ゲゲゲの女房（11月20日、鈴木卓爾監督） - 川男
- 犀の角（井土紀州監督）
- ピラニア（井土紀州監督） - 主演
- 素人アワー（鈴木洋平監督）
- ドメスティック（城定秀夫監督）

2011年
- 婚前特急（4月1日、前田弘二監督）
- UNDERWATER LOVE -おんなの河童-（10月8日、いまおかしんじ監督） - 滝はじめ
- アントキノイノチ（11月19日、瀬々敬久監督）
- タナトス（城定秀夫監督）
- 花つみ（サトウトシキ監督） - 田宮健太
- 惑星のかけら（吉田良子監督）

2012年
- かぞくのくに（8月4日、梁英姫監督） - 医師
- 闇金ウシジマくん（8月25日、山口雅俊監督）
- ラブ&ソウル（城定秀夫監督）
- 夜が終わる場所（宮崎大祐監督）
- 農家の嫁 三十五歳、スカートの風（金田敬監督）

2013年
- 人妻セカンドバージン 私を襲って下さい（1月25日、城定秀夫監督） - 宮守潤二
- 君が愛したラストシーン （4月6日、佐藤吏監督）
- 友達（7月6日公開、遠藤幹大監督）
- 恋する神さま〜古事記入門　〜（8月10日、榎本敏郎監督）
- モーニングセット、牛乳、春（8月17日、サトウトシキ監督）
- ソクラティック・ラブ（10月11日、早坂亮輔監督）
- なにもこわいことはない（11月16日、斎藤久志監督）
- マリア狂騒曲（11月30日、井土紀州監督）
- 受難（12月7日、吉田良子監督）
- MOOSIC LAB 2013／音楽を無数のペンギンにのせて（三間旭浩監督）
- HOMESICK（廣原暁監督）
- 妹の夏（城定夫監督）
- 青二才（サトウトシキ監督） - コンドウ

2014年
- 恋につきもの（4月12日、桝井大地、五十嵐耕平、一見正隆監督）
- マリアの乳房（6月14日、瀬々敬久監督）
- つぐない　新宿ゴールデン街の女（7月26日、いまおかしんじ監督）
- ドライブイン蒲生（8月2日、たむらまさき監督） - 岸本博志
- シュトルム・ウント・ドランクッ（8月16日、山田勇男監督） - 和田久太郎
- 農家の嫁 あなたに逢いたくて（榎本敏郎監督）
- 愛の果実（金田敬監督）
- good-bye　 ndjc2014（羽生敏博監督）

2015年
- 乃梨子の場合（3月28日、坂本礼監督）
- 海のふた（豊島圭介監督）
- ロボとミリ（越川道夫監督）
- 夫婦フーフー日記（前田弘二監督）
- トイレのピエタ（松永大司監督）
- まぼろし　東京芸大大学院卒業制作（山下洋助監督）
- リスナー　東京芸大大学院 オムニバス（山下洋助監督）
- 罪とバス　ndjc2015（ 藤井悠輔監督）

2016年
- セーラー服と機関銃 -卒業-（3月5日、前田弘二監督）
- 64-ロクヨン- 前編/後編（5月7日公開、瀬々敬久監督）
- オーバーフェンス（山下敦弘監督）
- あなたを待っています（いまおかしんじ監督）
- 夢の女 ユメノヒト（坂本 礼監督）
- バット・オンリー・ラブ（佐野和宏監督）
- 2017年
- 一礼して、キス（古澤 健監督）
- 散歩する侵略者（黒沢清監督）
- 予兆 散歩する侵略者（黒沢清監督）
- 月子（越川道夫監督）
- 二十六夜待ち（越川道夫監督）
- なりゆきな魂、（瀬々敬久監督）
- 最低。（瀬々敬久監督）
- ポンチョに夜明けの風はらませて（廣原 暁監督）
- ろんぐ・ぐっどばい 探偵 古井栗之助（いまおかしんじ監督）

2018年
- 終わった人（6月9日、中田秀夫監督）
- らぶたんコバトン散歩でドン（堀江貴大監督）
- 名前のない女たち〜うそつき女〜（サトウトシキ監督）
- 菊とギロチン（7月7日、瀬々敬久監督） - 警官
- スマホを落としただけなのに（11月2日、中田秀夫監督）
- 友罪（瀬々敬久監督）
- 闇金ぐれんたい（いまおかしんじ監督）

2019年
- 五億円のじんせい（7月20日公開、ムン・ソンホ監督） - 田沼
- 楽園（瀬々敬久監督）
- ブルーアワーにぶっ飛ばす（箱田優子監督）
- 殺人鬼を飼う女（中田秀夫監督）
- 漫画誕生（11月30日、大木萠監督） - 近藤日出造
- 東京の恋人（12月、下社敦郎監督）[1]
- こえをきかせて（いまおかしんじ監督）

2020年
- ファンシー（2月7日、廣田正興監督）
- おっさんずぶるーす　「オファーを待ちながら」（真田幹也監督）
- 事故物件 恐い間取り（中田秀夫監督）
- 糸（瀬々敬久監督）
- 東京の恋人（下社敦郎監督）

2021年
- シュシュシュの娘（8月21日、入江悠監督） - 司秋浩
- ボクたちはみんな大人になれなかった（森 義仁監督）
- ONODA　一万夜を越えて（アルチュール・アラリ監督）早川少尉役
- 明日の食卓（瀬々敬久監督）
- まともじゃないのは君も一緒（前田弘二監督）

2022年
- なん・なんだ（1月15日、山嵜晋平監督）
- KAPPEI　カッペイ（平野隆監督）
- 流浪の月（李相日監督）
- 半透明なふたり（浜崎慎治監督）
- とんび（4月8日、瀬々敬久監督）[2]
- 激怒（8月26日、高橋ヨシキ監督）

2023年
- 雑魚どもよ、大志を抱け！（3月24日、足立紳監督） - 内田先生[3]
- 恋のいばら（城定秀夫監督）
- 劇場版ネメシス（入江悠監督）
- さすらいのボンボンキャンディ（サトウトシキ監督）
- SEE HEAR LOVE (6月9日、イ・ジェハン監督）
- こいびとのみつけかた（前田弘二監督）
- 花腐し（11月10日、荒井晴彦監督） - 桑山篤[4]

2024年
- 青春ジャック 止められるか、俺たちを2（3月15日、井上淳一監督）[5]
- バジーノイズ（5月3日、風間大樹監督）
- 湖の女たち（5月17日、大森立嗣監督）[6][7]
- 邪魚隊 / ジャッコタイ（5月31日、兼崎涼介監督） - 刈谷[8]
- 告白　コンフェッション（5月31日、山下敦弘監督）
- あんのこと（6月7日、入江悠監督）
- 化け猫あんずちゃん（7月19日、山下敦弘監督）
- Chime（8月2日、黒沢清監督） - 主演・松岡卓司 役[9]
- Cloud クラウド（9月27日、黒沢清監督） - 矢部[10]
- 傲慢と善良(9月27日、萩原健太郎監督 -花垣
- アイミタガイ（11月1日、草野翔吾監督）[11]
- あるいは、ユートピア（11月16日、金允洙監督）[12]
- 痴人の愛（11月29日、井土紀監督） - 映画の中の譲二 役[13]

2025年
- 早乙女カナコの場合は（3月14日、矢崎仁司監督）[14]
- トリリオンゲーム（村尾嘉昭監督）
- 逃走（3月15日、足立正生監督）[15]
- 少年と犬（3月20日、瀬々敬久監督）[16]
- 悪い夏　（3月20日、城定秀夫監督）
- BAUS 映画から船出した映画館（3月21日、甫木元空監督）[17]
- 片思い世界（4月4日、土井裕泰監督） - 大岩 役[18]
- THE KILLER GOLDFISH　(5月2日、堤幸彦監督）
- 劇場版 それでも俺は、妻としたい（5月30日、足立紳監督） - タカシ 役[19]
- 見はらし世代（10月10日公開予定、団塚唯我監督）[20]
- 平場の月（11月14日公開予定、土井泰裕監督）[21]

### テレビドラマ
- 開拓者たち（NHK BSプレミアム）
- 大島渚の帰る家〜妻・小山明子との53年〜（2013年10月6日、NHK-BSプレミアム）
- THEナンバー2 安国寺恵瓊篇（BS-TBS）
- 十津川刑事の肖像7（2013年、フジテレビ） - 半田虎夫
- マルホの女〜保険犯罪調査員〜 第1話（2014年、テレビ東京） - 編集者
- グーグーだって猫である（2014年10月、WOWOW）
- 絆〜走れ奇跡の子馬〜（2017年） - 岸伸晃
- デリバリーお姉さんNEO（2017年5月2日、tvk） - シンドウ
- 予兆 散歩する侵略者（2017年、WOWOW） - 野上
- 焼肉プロレス （2019年、テレビ大阪） -  安井敏之（医師）[22]
- 警視庁強行犯係・樋口顕5（2019年） - 丸山清
- 鉄の骨（2020年　WOWOW)
- 今野敏サスペンス 機捜235（2020年4月24日、テレビ東京）　- 春日徹[23]
- 24 JAPAN（2021年） - 山崎
- 六畳間のピアニスト第4話（2021年） - 男性ファン
- イタイケに恋して 第1話（2021年、ytv）- 繁田篤彦
- 大河ドラマ 青天を衝け（2021年、NHK） - 伝六
- 高嶺のハナさん 第4話（2021年、BSテレ東） - 恐山歩
- 特捜9 第4シリーズ（2021年） - 島崎和也
- 内田康夫サスペンス 浅見光彦 軽井沢殺人事件（2022年2月28日、テレビ東京） - 八神健治
- ファイトソング 第9話（2022年3月8日、TBS）
- オクトー感情捜査官心野朱梨　第２話（2022年、NTV）
- ヒヤマケンタロウの妊娠 第1話・第6話（2022年、Netflix）
- 連続ドラマW 鵜頭川村事件（2022年8月28日 - 10月2日、WOWOW） - 矢萩勝利[24]
- 連続ドラマW シャイロックの子供たち（2022年10月9日 - 11月6日、WOWOW） - 吉野
- 連続ドラマW　ギバーテイカー第4話（2023年2月12日、WOWOW)
- 十津川警部の事件簿　草津・殺しのトライアングル（2023年、2月13日、テレビ東京）
- バンカケ　警視庁自動車警ら隊（2023年、3月27日、テレビ東京）
- 恋するゆうれい（2023年、TOKYO MX）
- シガテラ（2023年4月8日 - 6月24日、テレビ東京） - 森の狼
- キッチン革命　第2夜（2023年、豊島圭介監督）
- 科捜研の女　season23 第4話(2023年9月6日、テレビ朝日）
- アイドル（2023年、NHK）
- デフ・ヴォイス　法廷の手話通訳士（2023年、NHK)
- OZU 〜小津安二郎が描いた物語〜 第4話「淑女と髯」（2023年12月3日、WOWOW）[25]
- 忍びの家 House of Ninjas　第4話(Netflix)
- ユーミンストーリーズ　冬の終り（箱田優子監督、NHK)
- 街並み照らすヤツら 第1話（2024年4月27日、日本テレビ） - 保険屋 役[26]
- 霊験お初〜震える岩〜（2024年5月4日、テレビ朝日）[27]
- 降り積もれ孤独な死よ 第5話（2024年8月4日、読売テレビ・日本テレビ系） - 画商 役[28]
- 笑うマトリョーシカ 第8話（2024年8月16日、TBS） - 富樫稜 役[29]
- Shrink 精神科医ヨワイ　第3話（2024年9月14日、NHK）
- バントマン 第3話（2024年10月26日、東海テレビ・フジテレビ系） - 藤井課長 役[30]
- 外道の歌（DMM TV、白石晃士監督）
- BFFが来た（ヨシダシゲル監督）
- 法廷のドラゴン 第2話（2025年1月24日、テレビ東京） - 山岡治信 役[31]
- それでも俺は、妻としたい 第4話・第8話（2025年2月2日・3月2日、テレビ大阪・BSテレビ東京） - タカシ 役[32]
- 秘密〜THE TOP SECRET〜 第4話・第5話（2025年2月17日・24日、関西テレビ・フジテレビ） - 田島秋彦 役[33]
- アンサンブル 第7話・最終話（2025年3月1日・22日、日本テレビ）- 宮内役
- 夫よ、死んでくれないか（2025年4月7日 - 6月23日、テレビ東京） - 薗部康明 役[34]
- 仮面ライダーガヴ 第37話・第38話（2025年6月1日・8日、テレビ朝日） - 斎藤健二 役[35][36]
- DOPE 麻薬取締部特捜課 第1話（2025年7月4日、TBS） - 藤本 役[37]
- 大追跡〜警視庁SSBC強行犯係〜 第2話（2025年7月16日、テレビ朝日） - 荒川泰三 役[38]
- 夜の道標 -ある容疑者を巡る記録-（2025年9月14日〈予定〉 - 、WOWOW） - 橋本大洋 役[39]

### Vシネマ
- したくてしたくてたまらないOL（2003年）
- 解放医（2005年）
- 19 NINETEEN　女子大生 殺人レポート（2005年）
- ヒモのひろし（2005年）
- 堕ちてゆく人妻 濡れすぎる痴態（2006年）
- 童貞Haaaan!!!（2007年） - 相沢ケンジ（警備員）
- 乱れ喰い（2008年）
- 若葉学園 チェリーボーイズ（2009年）
- ユリア100式（2009年）
- ターミネーター・斬KILL（2009年）
- 隠密くノ一列伝 秘められた女忍び（2009年）
- 特別捜査0係 美尻捜査官（2010年）
- デコトラ★ギャル奈美 シリーズ（2008年 - 2012年、GPミュージアムソフト） - 菊雄
  - デコトラ★ギャル奈美（2008年）
  - デコトラ★ギャル奈美 〜爆走!夜露死苦編〜 〜爆走!夜露死苦編〜（2010年）
  - デコトラ★ギャル奈美 〜爆走！薔薇愛怒編〜（2011年）
  - デコトラ★ギャル奈美 〜感動！夜露死苦編〜（2012年）
- ラブ&ドール（2011年）
- エアセックス（2011年） - 辰夫
- ヤンキー女子高生5　群馬最強伝説（2011年）
- デコトラ★ギャル麻里（2012年）
- 爆裂！パチンコエンジェル（2012年）
- 女の犯罪史（2012年） - 戸塚
- 農家の嫁 三十五歳、スカートの風（2012年）
- ケイコ先生の優雅な生活（2012年）
- ワルアナ（2012年）
- 桃木屋旅館騒動記（2014年）

### 劇場アニメ
- 化け猫あんずちゃん（2024年） - 哲也 役[40]

### 舞台
- アンファンテリブルプロデュース「ネクストアパートメント」（演出：前川麻子）
- META「破片1・5」（演出：北見敏之）
- 龍昇企画「モグラ町」（2008年、演出：前川麻子）
- 龍昇企画「モグラ町1丁目」（2009年、演出：前川麻子）
- 龍昇企画「モグラ町1丁目7番地」（2010年、演出：前川麻子）
- 龍昇企画「台所純情」（2011年、演出：前川麻子）
- STUDIO META公演「職員室の午後」（2014年2月26日 - 3月2日、演出:北見敏之）